# Вилучення глинозему з відходів вуглезбагачення
Вилучення глинозему з відходів вуглезбагачення
Основні напрямки досліджень для отримання з відходів вуглезбагачення сировинних матеріалів для виробництва алюмінію:
- процеси, в основі яких використовується спікання відходів вуглезбагачення з лужними речовинами;
- кислотне розкладання відходів вуглезбагачення;
- гідрохімічне розкладання відходів вуглезбагачення;
- термообробка у відновлювальному середовищі з отриманням сплавів алюмінію з кремнієм або концентратів з вмістом алюмінію більше 60 %.

Найбільше вивчені процеси першої групи і розроблена технологія, сутність якої полягає у наступному. Вихідна шихта готується шляхом змішування відходів вуглезбагачення з вапняком, оборотним білим шламом і спіком, що не розсипався. Після цього шихта подрібнюється і подається в обертові печі для спікання. Отриманий спік розсипається у барабанних холодильниках печей спікання і вилуговується оборотним содовим розчином у мішалках-репульпаторах. 
Після першої стадії вилуговування у класифікаторі відділяється крупна фракція спіку (+0,1 мм), яка повертається в процес мокрого подрібнення і спікання. Злив класифікатора вилуговується у мішалках, а потім відфільтровується на фільтрах. Фільтрат, який являє собою алюмінієвий розчин, що містить 70 кг/м³ Al2O3, направляється на знекремнювання, а осад піддається ретельному промиванню на фільтрах. Концентрована промивна вода повертається на вилуговування спіку, слабоконцентрована промивна вода — на репульпацію осаду першої стадії фільтрації. Промитий шлам є доброю сировиною для виробництва цементу.
Алюмінатний розчин, отриманий у результаті вилуговування спіку, піддається двостадіальному знекремнюванню до кремнієвого модулю 900–950. Потім він переробляється карбонізацією на глинозем. Гідроксид алюмінію, що випав у осад, згущується, фільтрується і промивається, після чого кальцинується — цей продукт є кінцевим. Отриманий при цьому маточний розчин разом із промивною водою випарюється до концентрації 200 кг/м³ Na2O, K2O і подається на вилуговування.